# اوانزویل، ایلینوی
اوانزویل (به انگلیسی: Evansville) یک روستا در ایالات متحده آمریکا است که در ایلینوی واقع شده‌است. اوانزویل ۲٫۱۱ کیلومتر مربع مساحت و ۷۰۱ نفر جمعیت دارد.